# Cupa Mondială de Baschet Masculin din 2019 - Grupa M
Grupa M de la Cupa Mondială de Baschet Masculin din 2019 a fost o grupă pentru stabilirea clasamentului din cadrul Cupei Mondiale de Baschet Masculin din 2019 care și-a desfășurat meciurile la Guangzhou Gymnasium, Guangzhou. Echipele din această grupă sunt cele care s-au clasat pe ultimele două locuri din grupele preliminare Grupa A și Grupa B. Echipele au jucat contra celorlalte două echipă din cealaltă grupă. După ce toate meciurile au fost jucate, echipa de primul loc a fost clasată în zona locurilor 17-20, echipa de pe locul al doilea a fost clasată în zona locurilor 21-24, echipa de pe locul al treilea a fost clasată în zona locurilor 25-28, iar echipa de pe locul al patrulea a fost clasată în zona locurilor 29-32.

## Clasament
| Loc | Echipa           | MJ | V | Î | PM  | PP  | PD  | Pct |
| --- | ---------------- | -- | - | - | --- | --- | --- | --- |
| 1   | Nigeria          | 5  | 3 | 2 | 435 | 381 | +54 | 8   |
| 2   | China (H)        | 5  | 2 | 3 | 355 | 365 | −10 | 7   |
| 3   | Coreea de Sud    | 5  | 1 | 4 | 361 | 438 | −77 | 6   |
| 4   | Coasta de Fildeș | 5  | 0 | 5 | 326 | 400 | −74 | 5   |

## Meciuri

### Nigeria vs. Coasta de Fildeș
| 6 septembrie 2019 16:00 |

| Raport |

| Nigeria                                        | 83–66 | Coasta de Fildeș                                        |
| Scorul pe sferturi: 24–18, 13–17, 26–11, 20–20 |       |                                                         |
| Pt: Vincent 15 Rec: Diogu 9 Pase: Okogie 5     |       | Pt: Thompson 19 Rec: Thompson 9 Pase: Diabaté, Fofana 4 |

### China vs. Coreea de Sud
| 6 septembrie 2019 20:00 |

| Raport |

| China                                          | 77–73 | Coreea de Sud                                      |
| Scorul pe sferturi: 19–18, 16–14, 19–20, 23–21 |       |                                                    |
| Pt: Guo, Zhao R. 16 Rec: Zhou 14 Pase: Guo 5   |       | Pt: Ratliffe 21 Rec: Ratliffe 12 Pase: Park, Kim 4 |

### Coasta de Fildeș vs. Coreea de Sud
| 8 septembrie 2019 14:00 |

| Raport |

| Coasta de Fildeș                               | 71–80 | Coreea de Sud                                 |
| Scorul pe sferturi: 14–18, 16–32, 17–16, 24–14 |       |                                               |
| Pt: Abouo 15 Rec: Fofana 7 Pase: Edi 4         |       | Pt: Ratliffe 26 Rec: Ratliffe 16 Pase: Park 6 |

### China vs. Nigeria
| 8 septembrie 2019 20:00 |

| Raport |

| China                                          | 73–86 | Nigeria                                  |
| Scorul pe sferturi: 21–19, 10–16, 20–25, 22–26 |       |                                          |
| Pt: Yi 27 Rec: Wang 7 Pase: Sun 9              |       | Pt: Okogie 18 Rec: Aminu 8 Pase: Aminu 6 |